# 叠涩

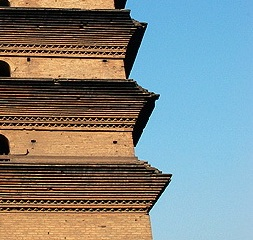
砖塔的叠涩出檐

叠涩是一种古代砖石结构建筑的砌法，用砖、石，有时也用木材通过一层层堆叠向外挑出，或收进，向外挑出时要承担上层的重量。 
叠涩法主要用于早期的叠涩拱，砖塔出檐，须弥座的束腰，墀头的拔檐。

## 例子

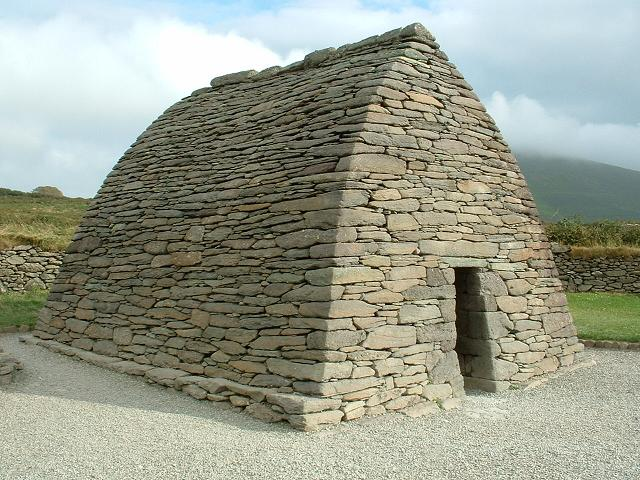
Gallarus Oratory

Gallarus Oratory, 一座位于爱尔兰的早期基督教教堂，采用叠涩拱顶方法建造。